# Glycopeptid antibiotikum
Glycopeptidantibiotika er en klasse antibiotiske lægemidler. Klassen indeholder glycolyserede cykliske eller polycykliske ikke-ribosomale peptider. Vigtige stoffer i klassen er bl.a. vancomycin  og teicoplanin. De virker ved at hæmme bakteriers cellevægsyntese og har kun virkning på Gram-positive bakterier.

## Anvendelse
Glycopeptid antibiotika anvendes i dag til alvorlige infektioner med Gram-positive bakterier, der ikke kan behandles med β-lactamantibiotika. Dette kan skyldes enten at patienten er allergisk overfor β-lactamantibiotika eller fordi bakterien er resistent overfor β-lactamantibiotika.
Indikationer omfatter infektioner med bakterier i slægterne Staphylococcus, Streptococcus, Enterococcus og Corynebacterium. Desuden anvendes disse stoffer til lokalbehandling af tarmbetændelse forårsaget af Clostridium difficile.

## Glycopeptid antiobiotika i klinisk brug
Der er to glycopeptid antibiotika i klinisk brug i Danmark pr. marts 2013 (handelsnavne er anført i parentes):
- Teicoplanin (Targocid®)
- Vancomycin (Vancocin®)